# Апачев, Аким
Аким Апачев (настоящее имя —  Аким Владимирович Гасанов; род. 4 апреля 1985, Жданов, Донецкая область, Украинская ССР, СССР) — российский певец и блогер. Известен своими патриотическими и военизированными текстами, агрессивной манерой исполнения и необычным музыкальным стилем, в котором сочетаются элементы хип-хопа, рока и электронной музыки.
В своём творчестве Апачев поднимает темы войны, национальной идентичности, социальной несправедливости и внутренней борьбы. Широкую известность получил благодаря трекам, посвящённым ЧВК «Вагнер», таким как «Лето и арбалеты», «Джамбо» и другим. Также Аким записал композиции на украинском языке — наиболее известная из них «Пливе кача», созданная в сотрудничестве с вокалисткой Дарьей Фрей, стала эмоциональным откликом на трагические события в Украине.

## Биография
Родился 4 апреля 1985 года в городе Жданов (ныне Мариуполь) Украинской ССР. Отец — Владимир Гасанов, уроженец города Баку, в начале 1970-х приехал в Махачкалу, поступил на физический факультет ДГУ, в середине 1980-х он переехал жить в Жданов.
После учёбы в школе Аким отслужил в украинской армии. В интервью Ксении Собчак в январе 2024 года он рассказывал, что служил в Виннице в 2004 году. Когда в Киеве разворачивалась Оранжевая революция, офицеры якобы отправляли его в сверхурочные наряды за то, что он предпочитал говорить на русском языке. При этом в том же интервью он утверждал, что до 2014 года в Мариуполе он спокойно говорил и на русском, и на украинском и никаких проблем с этим у него не было.
Аким Гасанов принял сценический псевдоним Аким Апачев в начале 2010-х годов. Данное имя, предположительно, связано с американским ударным вертолётом AH-64 Apache и его позывным, что подтверждается использованием псевдонима Akim_Apache в его аккаунте Instagram и соответствует его военному образу.
В 2019 году Апачев, который до этого был гражданином Украины, получил российское гражданство.
Аким Апачев начал свою карьеру в медийном пространстве Украины как оператор и режиссёр видеоклипов. Во время работы военкором Аким Апачев познакомился с российской рок-исполнительницей Юлией Чичериной, которая на тот момент, как и сейчас, активно поддерживала Донбасс через свою музыкальную деятельность.
В 2014 году, после начала войны на Донбассе, Аким начал работать в информационном агентстве ANNA-News, освещая события на юго-востоке Украины.
В мае 2022 года, во время вторжения России в Украину, Аким Апачев вместе с Дарьей Фрей перепели песню «Пливе кача», приурочив её к событиям в Мариуполе. В июне 2022 года российский телеканал RT выпустил клип на эту песню, снятый на руинах Азовстали в Мариуполе. В июле 2022 года YouTube заблокировал клип за разжигание вражды.
В 2023 году Аким Апачев основал российскую военную музыкальную радиостанцию «Арбалет FM», которая работает в Донецке. Название станции связано с его песней «Лето и арбалеты».
1 января 2024 года в новогоднюю ночь спел песню «Пливе кача» в эфире Первого канала.
В конце 2024 года принял участие в проходивших в Мариуполе съёмках российского сериала «Центурия». По словам Апачева, данное кино посвящено борьбе против украинского партизанского движения в родном для него городе.
В 2025 году Апачев попал под критику после того, как оставил нецензурные антиукраинские надписи на стенах домов в Судже Курской области, которая недавно перешла под контроль России. Это вызвало возмущение среди местных жителей и властей. 10 апреля 2025 года суд в Курске оштрафовал его на 70 тысяч рублей за мелкое хулиганство. Правоохранительные органы также рассматривают возможность возбуждения уголовного дела по статье 214 Уголовного кодекса РФ («Вандализм»).

## Творчество
Аким Апачев приобрёл известность в Украине и России как музыкальный исполнитель, работающий преимущественно в жанре рэпа. Его творчество включает композиции с патриотической и политической тематикой, в которых отражаются его взгляды на события в России, Украине и странах СНГ. Ряд произведений Апачева содержит тексты, интерпретируемые как выражение поддержки российской внешней политики, в том числе в контексте конфликта на востоке Украины. Эти работы получили отклик у части аудитории, однако вызвали критику в украинском обществе и за его пределами из-за политической направленности и военной тематики. Апачев также принимал участие в культурных мероприятиях, организуемых при поддержке государственных структур России. Его песни и видеоклипы нередко используются в информационных и медиаматериалах, транслируемых российскими СМИ.
Первой значимой песней, принесшей ему популярность стала «Пливе кача» на украинском языке, в дуэте с Дарьей Фрей, которая привлекла внимание, в том числе из-за выпуска её в контексте событий, происходивших в Мариуполе в 2022 году, во время вторжения России.
Одной из самых известных песен Апачева стала композиция «Лето и арбалеты», посвящённая деятельности частной военной компании «Вагнер». Песня, вышедшая в 2021 году, приобрела широкую известность и была неофициально связана с образом ЧВК в медийном пространстве. После её выпуска Апачев начал регулярно обращаться в своём творчестве к темам, связанным с военными конфликтами, международной политикой и участием российских формирований в различных регионах. К числу песен, в которых затрагиваются темы, связанные с деятельностью ЧВК, относятся: «Хмеймим», «Jumbo», «Бородатые Триполи», «Башар Асад», а также «Лето и арбалеты». В текстах этих произведений автор обращается к событиям, происходившим в Сирии, Ливии, ряде африканских стран и в Украине, включая Мариуполь.
Некоторые песни Акима Апачева отличаются агрессивной стилистикой и провокационной лирикой. В его творчестве можно встретить композиции с резкими высказываниями, такие как «Русский терминатор» и «Всех убить, всё отнять». Подобные произведения получили как поддержку, так и критику со стороны различных аудиторий за предполагаемое содержание, связанное с насилием и радикальными взглядами. Из-за использования спорной лексики и образов отдельные клипы Апачева подвергались модерации на цифровых платформах. В 2022 году его аккаунты на YouTube и TikTok были деактивированы после расследования британского издания The Sunday Times. Согласно публикации, причиной блокировки могли стать нарушения правил платформ, включая публикацию контента, который классифицировался как такой, что «прославляет, продвигает или поддерживает насильственные экстремистские или преступные организации» (в частности, в связи с упоминаниями и символикой ЧВК «Вагнер»). Представитель YouTube отметил, что компания принимает меры по удалению контента, нарушающего принципы сообщества, особенно в случае призывов к финансированию вооружённых формирований или оправданию насилия.
Таким образом, творчество Акима Апачева продолжает оставаться важным инструментом для продвижения политических взглядов, отражающих российскую пропаганду, поддержку войны и военных наемников, а также поддержание антиукраинских настроений среди определённой аудитории.

## Общественная деятельность
22 февраля 2023 года выступил в Лужниках в Москве перед Владимиром Путиным и вместе с Дарьей Фрей исполнил переработанную версию песни «Пливе кача», которая на украинском языке поддерживает нарративы сторонников оккупации.
Апачев известен как автор и соавтор доносов на ряд музыкальных исполнителей и заведений. В апреле 2023 года российские телеграм-каналы сообщили о том, что Аким Апачев обратился в Министерство культуры Российской Федерации с просьбой отменить концерты казахского рэпера Jah Khalib, поскольку тот поддерживает Украину. В мае 2023 года Аким Апачев предложил создать реестр артистов, не поддержавших вторжение России в Украину.

## Дискография

### Альбомы
- Говорите Донбасс — выпущен в 2021 году.
  1. Говори Донбасс (Рингтон 1)
  2. Беседа с Татарским 1
  3. Браза Донбасс
  4. Говорите Донбасс (Рингтон 2)
  5. Беседа с Татарским 2
  6. Витя Профессор
  7. Говорите Донбасс (Рингтон 3)
  8. Беседа с Татарским 3
  9. Лето и арбалеты (Тик Ток)
- Гуляйполе — выпущен в 2023 году.
  1. Джамбо
  2. Русский хулиган
  3. Overply day
  4. Лето и арбалеты (Рок-версия)
  5. Естественный отбор
- Полковник Свет — выпущен в 2024 году.
  1. Братья по оружию
  2. Праздник
  3. На Западном фронте без перемен
  4. Моя Россия
  5. Аэропорт
  6. Крысы
  7. Покажи мне мир
  8. Полковник Свет
  9. Кто-то нажал на кнопку
  10. Тьма
  11. Акты Победы
  12. Когда закончится война
- Всех убить! Все отнять! — выпущен в 2024 году
  1. Слушай
  2. Русский Терминатор
  3. Раз, два, три
  4. ФАБы и арбалеты
  5. Дарденейра
  6. Мама, я контужен
  7. Всех убить! Все отнять!
- Русский мир — выпущен в 2025 году.
  1. Нет ума-штурмуй дома!
  2. Нога
  3. Каждому Огнеборцу
  4. Пульгасари
  5. Бобры
  6. Барс
  7. Русский мир

### Синглы
- Последний лепесток
- Нацики и комуняки
- Снежинки
- Бобры
- Volga 149.200
- Жди меня
- Ой чий то кинь стоит
- Спят курганы темные
- Но сначала
- У Райских врат
- Солдат
- Они ушли
- Мы
- Уходим на войну (как особенность)
- Лепестки
- Из Донецка с любовью
- Украина — ДНР
- Башар Асад
- Бородатый Триполи
- ХМЕЙМИМ
- Армата
- Не ходи за мной
- Урожай
- Перед взлётом